# Federación Malgache de Fútbol
La Federación Malgache de Fútbol es el organismo rector del fútbol en Madagascar. Fue fundada en 1961, desde 1962 es miembro de la FIFA y desde 1963 de la CAF. Organiza el campeonato de Campeonato malgache de fútbol y de los partidos de la Selección de fútbol de Madagascar en sus distintas categorías.
El 19 de marzo de 2008, la FMF fue suspendida por la FIFA. El 19 de mayo de 2008, se levantó la suspensión.